# Kanna Hashimoto
Kanna Hashimoto (橋本 環奈?, Hashimoto Kanna; Fukuoka, 3 febbraio 1999) è un'attrice ed ex cantante giapponese. Ha iniziato la propria carriera come membro del gruppo Idol femminile Rev. from DVL.

## Biografia
Già apparsa nel 2011 nel film Kiseki, ha ottenuto popolarità nazionale quando nel 2013 una sua foto è diventata virale su 2channel e Twitter. È stata definita "ben più che un'Idol angelica" e "un talento che si presenta una volta ogni mille anni". Nel 2015 in un sondaggio web tenuto da My Navi Student è risultata "The Cutest Idol" sia nelle preferenze maschili che in quelle femminili.
Del 2015 è la sua interpretazione di Ritzu nel live action Assassination Classroom. L'anno successivo recita (oltre che a cantare la sigla) come protagonista in Sailor Suit and Machine Gun: Graduation, mentre nel 2017 è Kagura nel live action di Gintama, ruolo che riprende l'anno successivo nel sequel.
Ha inoltre impersonato Kaguya Shinomiya nel live action tratto da Kaguya-sama: Love is War.

## Vita privata
Ha due fratelli: un gemello e uno maggiore di loro di 7 anni. Una sua zia, Ryōko Morooka, è organista e insegnante part time presso la Hochschule für Musik, Theater und Medien Hannover in Germania.

## Filmografia parziale
- Assassination Classroom (映画 暗殺教室?, Eiga ansatsu kyōshitsu), regia di Eiichirō Hasumi (2015)
- Assassination Classroom: Graduation (暗殺 教室 卒業 編?, Ansatsu kyōshitsu: Sotsugyō-hen), regia di Eiichirō Hasumi (2016)
- Gintama (銀魂?), regia di Yûichi Fukuda (2017)
- Once Upon a Crime (赤ずきん、旅の途中で死体と出会う?, Akazukin, tabi no tochu de shitai to deau), regia di Yûichi Fukuda (2023)

## Doppiatrici italiane
Nelle versioni in italiano delle opere in cui ha recitato, Kanna Hashimoto è stata doppiata da:
- Emanuela Ionica in Once Upon a Crime